# Virtus (mitología)

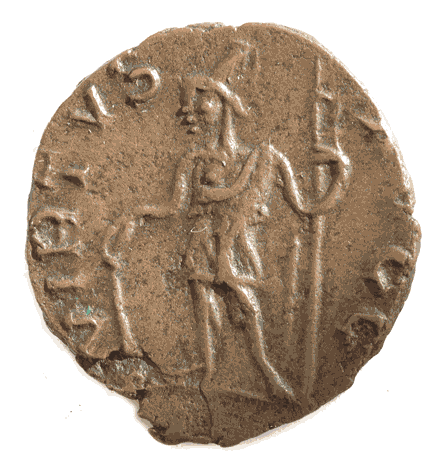
Moneda gala con Virtus.

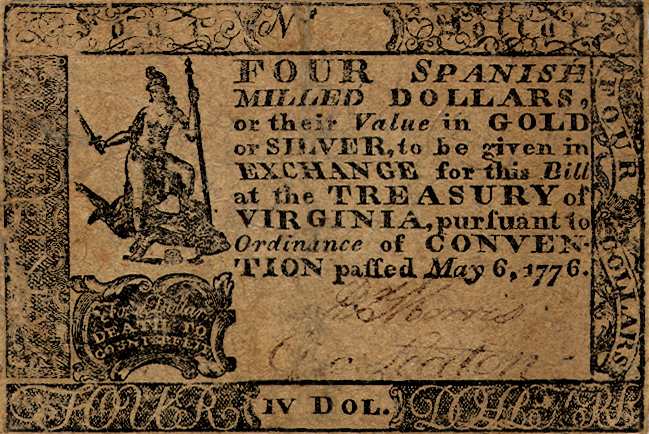
Anverso de billete estadounidense de Virginia de cuatro dólares de 1776 con Virtus a la izquierda.

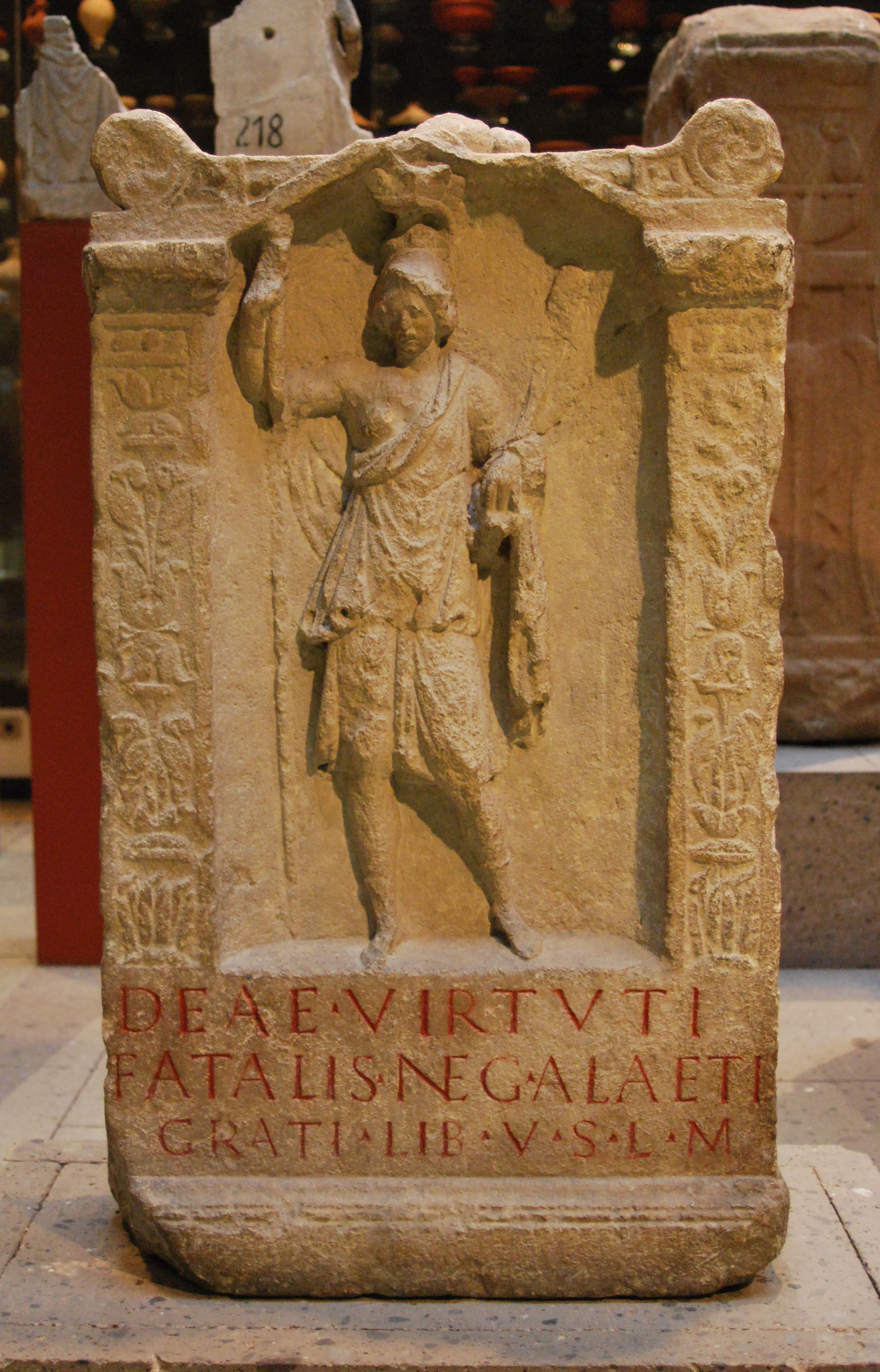
Altar de sacrificios de Virtus,, Colonia, Alemania.

En la mitología romana, Virtus era la deidad de la valentía y la fortaleza militar, la personificación de la virtus romana (virtud, valor). Para algunos eruditos, el equivalente griego era Areté.
Como deidad (masculina/femenina) se identificaba con el dios romano Honos (personificación del honor) y fueron honrados conjuntamente con frecuencia. Según lo escrito por Valerio Máximo, esta adoración conjunta llevó a planear a Marco Claudio Marcelo en el año 210 a. C. la construcción un templo para ambos. Esto llevó a la objeción del Colegio de Pontífices, que decía que si se produjese un milagro en el templo, los sacerdotes no sabrían a quién hacer sacrificios para agradecérselo. Marcelo entonces erigió un templo solo para Virtus y otro para Honos, financiándolos con el botín del saqueo de Siracusa y con la derrota de los galos. Este templo se encontraba en la Porta Capena, y más tarde fue renovado por Vespasiano.
Esta deidad fue representada de varias formas. Por ejemplo, en las monedas de Tétrico, puede aparecer como una matrona, un anciano o un hombre joven, con una jabalina o vestida solo con una capa. Dentro del ámbito de relieves funerarios, Virtus nunca se representa sin un acompañante varón. A menudo, su presencia dentro de este ámbito del arte es para complementar y prestar asistencia al protagonista del relieve con escenas de intensa masculinidad o valentía.

## Época moderna
En 1776, Virtus era la figura central en el Escudo de Virginia y la consiguiente bandera del estado, que cuenta con el escudo. El billete de Virginia de cuatro dólares tuvo una representación similar de Virtus en su anverso.